# Malcolm Holzman

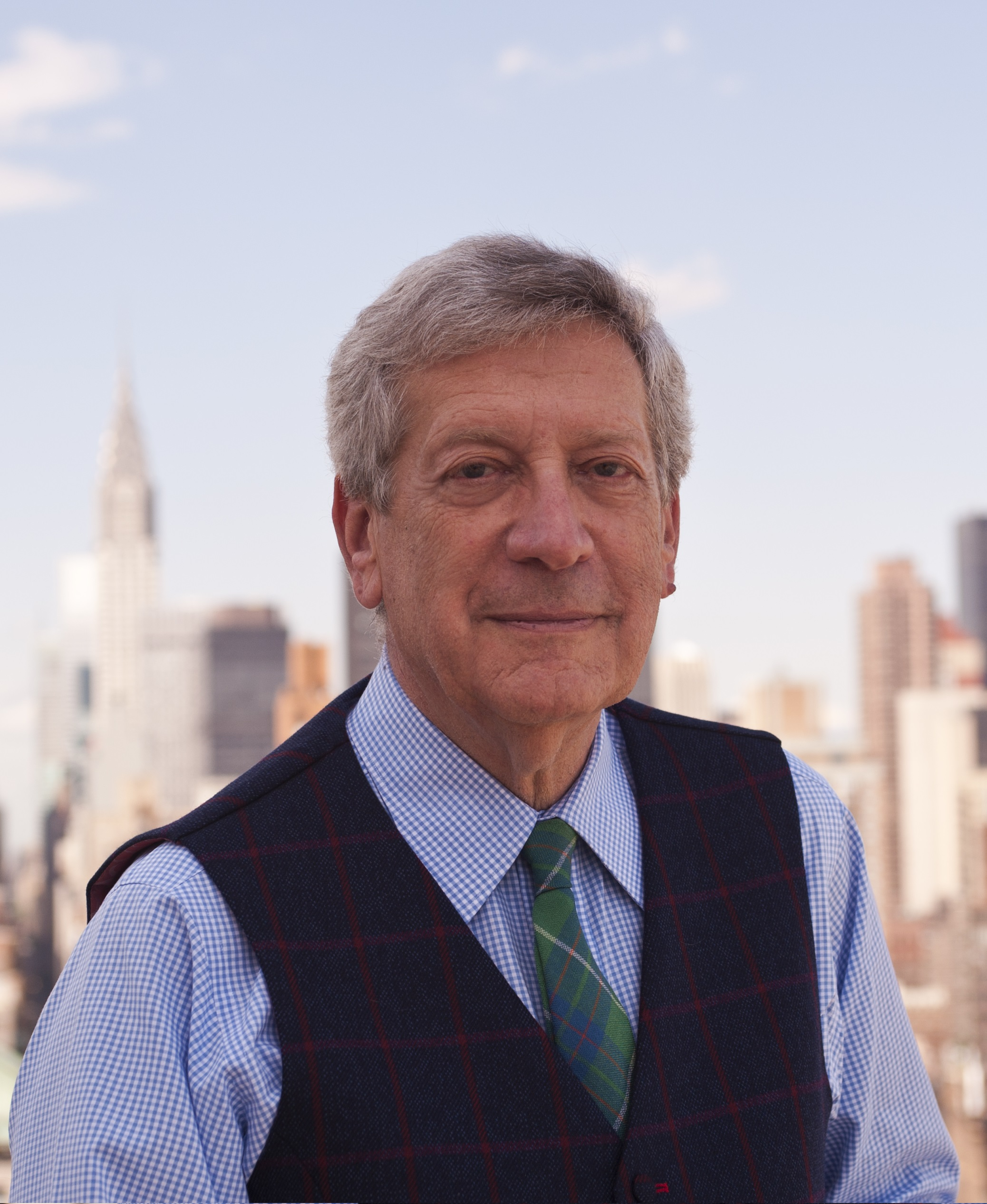
Malcolm Holzman

Malcolm Holzman (* 1940 in Newark, New Jersey, USA) ist ein US-amerikanischer Architekt, der als Mitinhaber des Büros Hardy Holzman Pfeiffer durch zahlreiche Theaterbauten und Kulturzentren in den USA bekannt wurde.

## Leben
Holzman studierte Architektur und Bildhauerei am Pratt Institute in Brooklyn, New York City, das er 1963 mit dem Abschluss Bachelor of Architecture verließ. Ab 1964 arbeitete er mit Hugh Hardy zusammen.
1967 war er mit Hardy und Norman Pfeiffer Mitbegründer der Fa. Hardy Holzman Pfeiffer. Hardy Holzman Pfeiffer wurde bald das führende Architekturbüro für Neubauten und Umbauten von Theatern und Konzerthäusern in den USA.
2004 trennten sich die drei Partner. Holzman gründete mit Teilen der Belegschaft das Büro Holzmann Moss Bottino Architecture.

## Ehrungen
Holzman ist Fellow des American Institute of Architects (AIA).
Das Büro Hardy Holzman Pfeiffer erhielt 1981 den Architecture Firm Award des AIA, der als höchste Auszeichnung für Architekturbüros in den Vereinigten Staaten gilt.

## Projekte
Projekte von Hardy Holzman Pfeiffer (bis 2004)
siehe Artikel Hardy Holzman Pfeiffer